# Galam (Gobo)
Pour les articles homonymes, voir Galam.
Galam est un village de la région de l'Extrême Nord au Cameroun, dans le département du Mayo-Danay et l'arrondissement de Gobo, situé à proximité de la frontière avec le Tchad. Il est limité au nord par le village Dompya, à l’est par Holom, au sud par Dom et à l’ouest par Kogué. Ce village fait partie du canton de Bougoudoum, l'un des deux cantons de l'arrondissement de Gobo.